# Turbonilla zealandica
Turbonilla zealandica is een slakkensoort uit de familie van de Pyramidellidae. De wetenschappelijke naam van de soort is voor het eerst geldig gepubliceerd in 1873 door Hutton.